# Панаяппан Сетхураман
Панаяппан Сетхураман (род. 25 февраля 1993, Ченнаи) — индийский шахматист, гроссмейстер (2011).
Победитель первенства мира U-16 (2009).
В составе сборной Индии участник 41-й Олимпиады (2014) в Тромсё.
Чемпион Индии (2014). Чемпион Азии (2016).

## Изменения рейтинга
| Графики недоступны из-за технических проблем. См. информацию на Фабрикаторе и на mediawiki.org. |